# تومي تومسون (لاعب كرة قاعدة أمريكي)
تومي تومسون (بالإنجليزية: Tommy Thompson)‏ هو لاعب كرة قاعدة أمريكي، ولد في 19 مايو 1910 في إلخارت في الولايات المتحدة، وتوفي في 24 مايو 1971 في أوبورن في الولايات المتحدة.

## وصلات خارجية
- تومي تومسون (لاعب كرة قاعدة أمريكي) على موقعبيزبول رفرنس.كوم (الدوري الرئيسي) (الإنجليزية)
- تومي تومسون (لاعب كرة قاعدة أمريكي) على موقعبيزبول رفرنس.كوم (الدوري الثانوي) (الإنجليزية)